# Gedung Johor
Gedung Johor is een bestuurslaag in het regentschap Medan van de provincie Noord-Sumatra, Indonesië. Gedung Johor telt 22.957 inwoners (volkstelling 2010).